# Resende Costa
Resende Costa este un oraș în Minas Gerais (MG), Brazilia.